# Állattársulástan
Az állattársulástan vagy zoocönológia, a szünbiológiához tartozó tudományág, amely az legáltalánosabb értelemben az állati populációk koegzisztenciális (együtt előfordulási) viszonyaival foglalkozik. A zoocönológia leíró ága az állatföldrajzzal (biogeográfia) rokon, oknyomozó irányzatai pedig a közösségi ökológiával (régiesen synökológia) azonosak. A zoocönológia kiemelkedő hazai iskolateremtői voltak Balogh János és Szelényi Gusztáv.
Más megfogalmazás szerint a zoocönológia az állat-együttesek féleség összetételével (például fajkompozíciójával) és annak tér-időbeli mintázatával foglalkozó ökológiai tudományág. 
Az állat-együttesek összetételének összehasonlító vizsgálata egy tipikusan sokváltozós probléma, amelynek módszertana még a mai napig sem kielégítően megoldott annak ellenére, hogy az első részletes és szintetizáló módszertani kézikönyvek már a 20. század ötvenes éveiben megjelentek (Allee et al 1949, Balogh 1953, 1958). Az élőlény–együttesek közösségszerkezeti paramétereinek vizsgálata becslési és mintázatelemzési célú megközelítéseket egyaránt igényel. A probléma középpontjában az élőlény-együttesek egyedeinek féleségtípusokon (mint diszkrét osztályokon) megmutatkozó gyakorisági eloszlása áll, amely térben és időben egyaránt rendkívül változékony.
Az állat-együttesek legnagyobb részét az apró testméretű gerinctelen állatok teszik ki, így a zoocönológiai vizsgálatok is elsősorban ezekre koncentrálnak. Ezen gyakorisági viszonyok megismeréséhez valamiféle mintavételi eljárásra, mindenekelőtt valamilyen tömeges gyűjtésre alkalmas módszerre vagy módszerek kombinációjára van szükség. Ilyenek a különböző talaj-, fény-, és egyéb csapdák, a különböző futtatási (extrakciós) módszerek, területlezáráson és kigyűjtésen alapuló eljárások és a sokféle kézi hálózó vagy „kopogtató” technika. A különböző állatcsoportok gyűjtésére eltérő technikák váltak be legjobban, többségükre azonban érvényes néhány általános megállapítás:
1. Az egyes állatfajok és féleségtípusok észlelhetősége, gyűjthetősége jelentős mértékben technikafüggő. Az egyes gyűjtési technikákkal a különféle élőlényféleségeket eltérő valószínűségekkel észlelhetjük és ezen valószínűségek ismeretlenek számunkra.
2. Gyakorlati zootaxonómiai okok miatt (a lehetőségek mai szintjén) a gyűjtések általában nem lehetnek „visszatevéses jellegűek”, részben ebből is következően az egyazon élőhelyről gyűjtött több térbeli vagy időbeli „minta v. részminta” egymástól nem lehet független.
3. ezzel szoros összefüggésben, valamint a közösség összetétel tér és időbeli heterogenitása miatt, statisztikai értelemben az így kapott „minták vagy részminták” egymásnak semmilyen tekintetben sem ismétlései, hiszen nyilvánvalóan nem is ugyanarra a sokaságra vonatkoznak.
4. A vizsgálat céljaként megjelölendő alapsokaság „a priori” értelemben nem is definiálható, hanem csak a gyűjtési technika és a konkrét mintavételi-háló ismeretében, „a posteriori” írható körül. Azt mondhatjuk tehát, hogy vizsgálni kívánjuk egy adott vizsgálati terület és vizsgálati időszak, adott gyűjtési technikával és tér-időbeli mintavételi hálóval gyűjthető élőlényközösségének összetételét. (Itt az a furcsa helyzet áll elő, hogy maga a vizsgálat definiálja saját objektumát, aminek számos fontos következménye van..)
5. A zoocönológiai vizsgálat mindig összehasonlító jellegű, az összehasonlítás jogosságát az azonos gyűjtési módszer és a lehetőleg hasonló tér-időbeli mintavételi háló jelentheti. Az összehasonlíthatóság és interpretálhatóság mindig korlátozott érvényű, inkább csak kívánatos többé-kevésbé megközelíthető cél.

## Ajánlott irodalom, megjelenési sorrendben
A zoocönológiával kapcsolatos elgondolások folyamatos fejlődésen esnek át napjainkban is, ezért ezen a területen különösen fontos a publikációk időrendje.
1. Balogh János (1953): A zoocönológia alapjai – Akadémiai Kiadó, Budapest
2. Balogh János (1958): Lebensgemeinschaften der Landtiere – Akadémiai Kiadó és Akademie-Verlages GmbH, Budapest-Berlin
3. Gallé László (1973): Az állatökológia alapjai – JATE, Szeged
4. Udvardi Miklós (1983): Dinamikus állatföldrajz – Tankönyvkiadó, Budapest.
5. Sasvári Lajos (1986): Madárökológia I.-II. – Akadémiai Kiadó, Budapest
6. Juhász-Nagy Pál (1986): Egy operatív ökológia hiánya, szükséglete és feladatai – Akadémiai Kiadó, Budapest
7. Demeter András és Kovács György (1991): Állatpopulációk nagyságának és sűrűségének becslése – Akadémiai Kiadó, Budapest
8. Juhász-Nagy Pál (1993): Az eltűnő sokféleség – Akadémiai Kiadó, Budapest
9. Lányi György (1998): Ökológia tényről tényre – Környezet és Fejlődés Kiadó, Budapest
10. Dukai Igor (szerk, 2000): Kézikönyv a kisvízfolyások komplex vizsgálatához – Göncöl Alapítvány és Szövetség, Vác
11. Standovár Tibor és Richard B. Primack (2001): A természetvédelmi biológia alapjai – Nemzeti Tankönyvkiadó, Budapest

## Elektronikus információforrások
- Alkalmazott ökológia és környezeti kutatások
- BiologyBrowser
- CABI Archiválva 2007. február 16-i dátummal a Wayback Machine-ben
- Cambridge Scientific Abstracts
- BIOSIS
- Állatfajok térképes megfigyelései az iNaturaliston